# Honda CB
Honda utilise continûment depuis 1959 la désignation CB pour certains de ses modèles dotés de moteurs à quatre temps à un, deux, quatre voire six (CBX) cylindres en ligne disposés transversalement. La CB 750 Four inaugura en 1969  la lignée des quatre cylindres en ligne de la marque. En 2023, le catalogue Honda comporte sept modèles CB allant de 125 à 1 000 cm3.

## La désignation CB chez Honda
Les historiens de la marque et du secteur ne s'accordent pas sur la signification de la désignation "CB".
Son apparition date de la fin des années 1950, avec la bicylindre CB 92. Pendant les années 1960, CB peut désigner la variante sportive de certains modèles (ex : CB72), par ailleurs existant en version C, plus utilitaire (ex : C72), et parfois CL, tout-terrain (ex : CL72).
Progressivement, l'appellation CB ne désigne plus une variante d'un modèle mais des roadsters de cylindrée allant de 125 à plus de 1 000 cm3 à moteur quatre temps de un, deux ou quatre cylindres disposé transversalement. L'appellation est alors CB suivi d'un suffixe à deux, trois ou quatre chiffres relatif à la cylindrée de la machine concernée. Un dernier suffixe de une ou plusieurs lettres, qui peut être complété par un chiffre, est parfois utilisé pour distinguer différents modèles de même cylindrée ou différentes versions d'un même modèle..
Les exemples suivants illustrent cet usage :
- CB 125 S est un monocylindre (S=single), alors que CB 125 T est un bicylindre (T=twin).
- CB 500 T est un bicylindre, et CB 500 F ou Four est à quatre cylindres
- CB 400 T est un bicylindre, et CB 400 A est sa version à boîte automatique

Le suffixe K a une signification différente : il désigne la déclinaison en versions chronologiques successives d'un même modèle. Ainsi, par exemple, la CB 750 F K2 a succédé à la K1 et a été remplacée par la K3.
Le tableau ci-dessous indique l'année de lancement et la classe de cylindrée de chaque modèle Honda CB.
| Année/Appellation | 50 à 124 | 125 à 199   | 200 à 299     | 300 à 399    | 400 à 499            | 500 à 599     | 600 à 699 | 700 à 799       | 800 à 999 | 1000 et plus         |
| ----------------- | -------- | ----------- | ------------- | ------------ | -------------------- | ------------- | --------- | --------------- | --------- | -------------------- |
| 1955-59           |          | CB92        | CB71          |              |                      |               |           |                 |           |                      |
| 1960-64           |          | CB160       | CB72          | CB77         |                      |               |           |                 |           |                      |
| 1965-69           |          | CB125 CB175 | CB250         | CB350        | CB450                |               |           | CB750F          |           |                      |
| 1970-74           |          | CB125S      | CB200 CB250G  | CB360 CB350F | CB400F               | CB500F CB550F |           |                 |           |                      |
| 1975-79           | CB50     | CB125T      | CB250N CB250T |              | CB400A CB400N CB400T | CB500T        | CB650F    | CB750A          | CB900F    |                      |
| 1980-84           |          |             | CB250RS       |              |                      |               |           | CB750SC         | CB900C    | CB1100F CB1100R      |
| 1985-89           |          |             |               |              |                      |               |           |                 |           |                      |
| 1990-94           |          |             |               |              |                      | CB500         |           | CB750SevenFifty |           | CB1000               |
| 1995-99           |          |             |               |              |                      |               | CB600F    |                 |           | CB1100SFX11 CB1300SF |
| 2000-04           |          |             |               |              | CB400SS              |               |           |                 |           |                      |
| 2005-09           |          |             |               |              |                      |               |           |                 | CB900F    | CB1000R              |
| 2010-14           |          |             |               |              |                      | CB500F        | CB650F    |                 |           | CB1100EX             |
| 2015-19           |          | CB125R      |               | CB300R       |                      |               | CB650R    |                 |           |                      |
| 2020-24           |          |             |               |              |                      | CB500Hornet   |           | CB750Hornet     |           | CB1000Hornet         |

## CB monocylindres
- CB 50 (1977-1988)[5]
- CB 125 S (1970-?)[6] : 122 cm3/12 ch, BVM5[7],[8]
- CB 125 SL (1972-?)[9] : version tout terrain de la CB 125 S
- CB 125 R (2018-)[10]
- CB 250 RSA et RSD (1980-1984)[11]: 4 soupapes, 249 cm3/25 ch, BVM5
- CB 300 R (2018-2020)[12]
- CB 400 SS (2002-?)[13]

Honda CB monocylindres
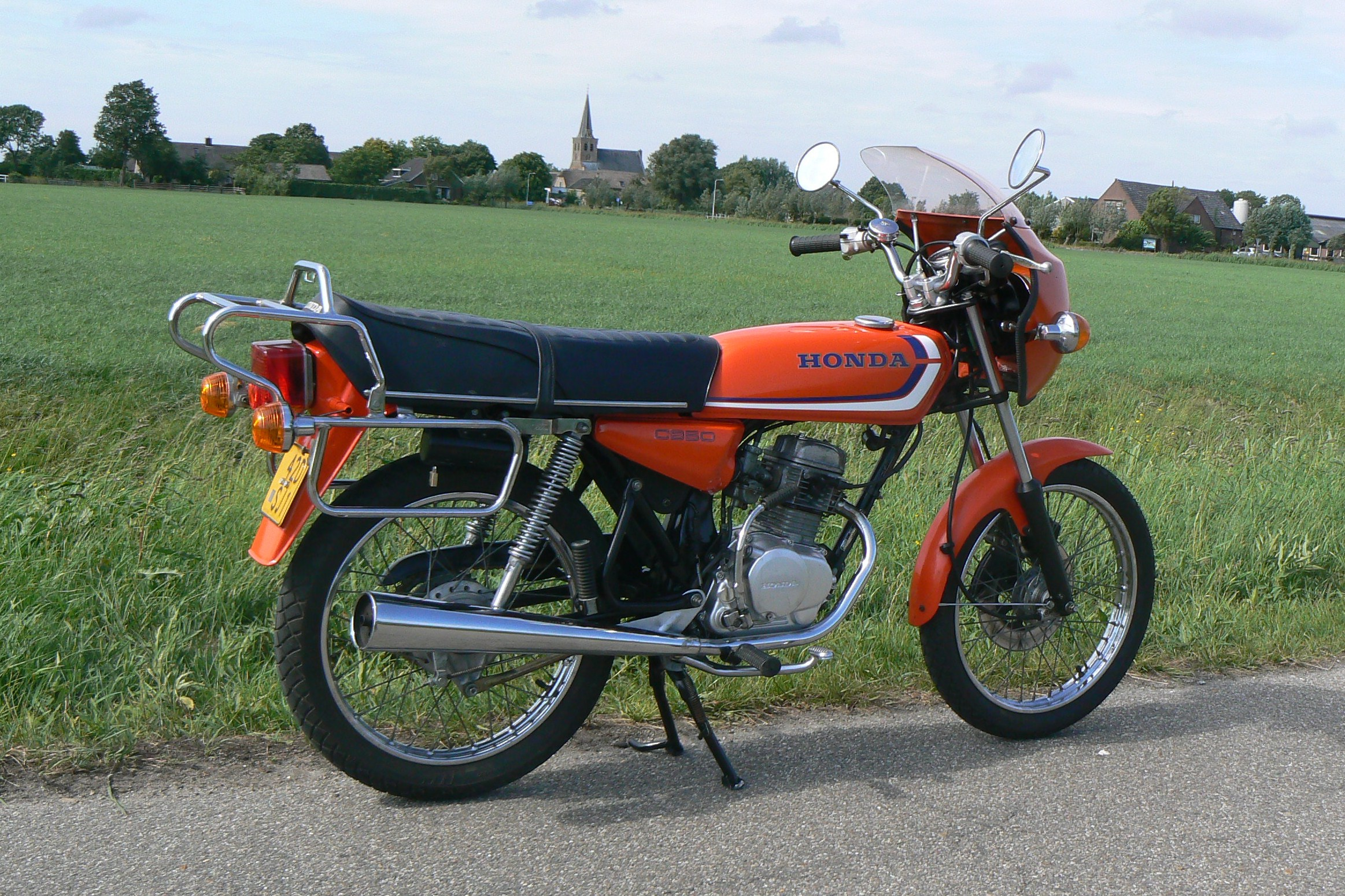
CB 50 (1978).
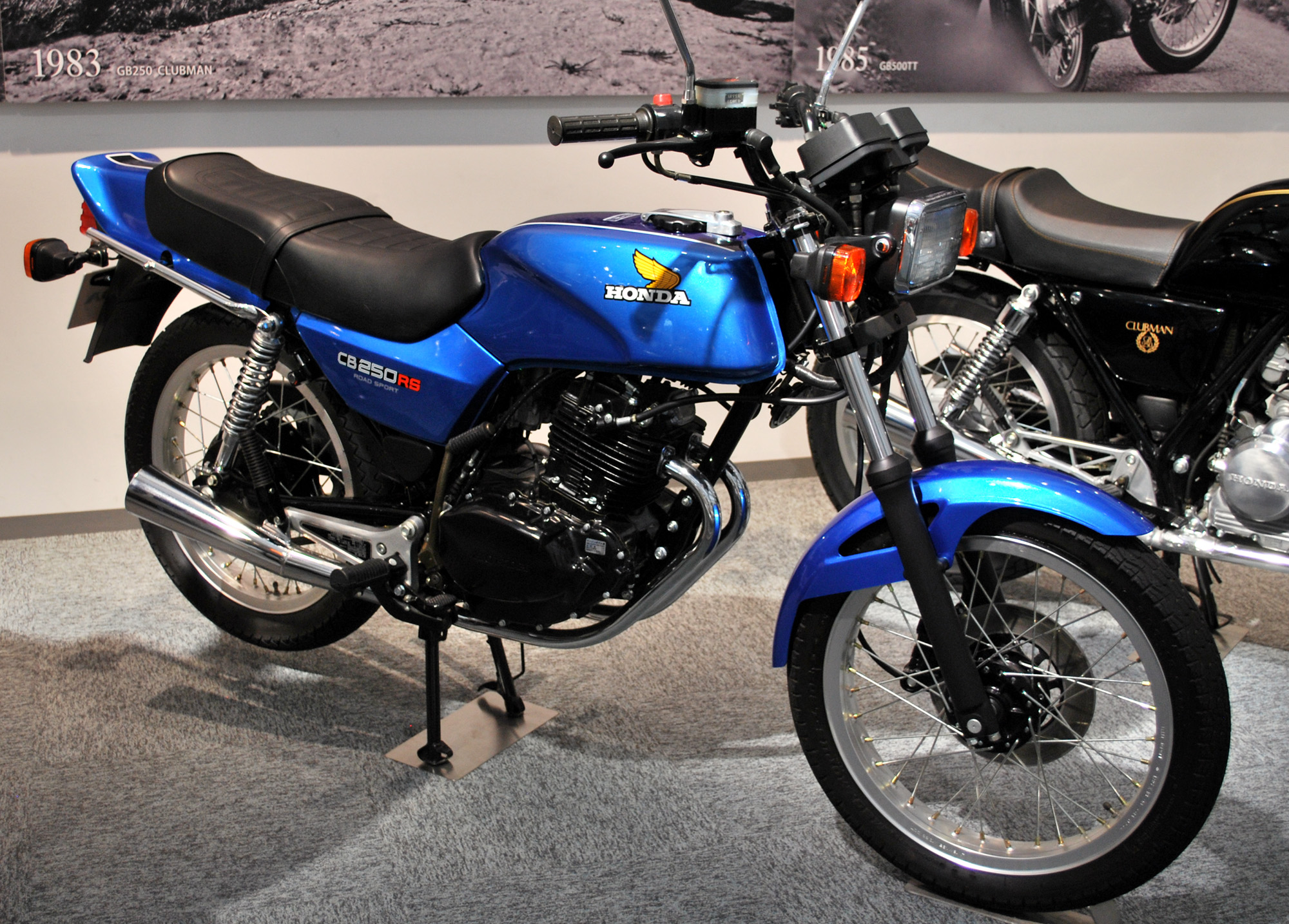
CB 250 RS (1980).
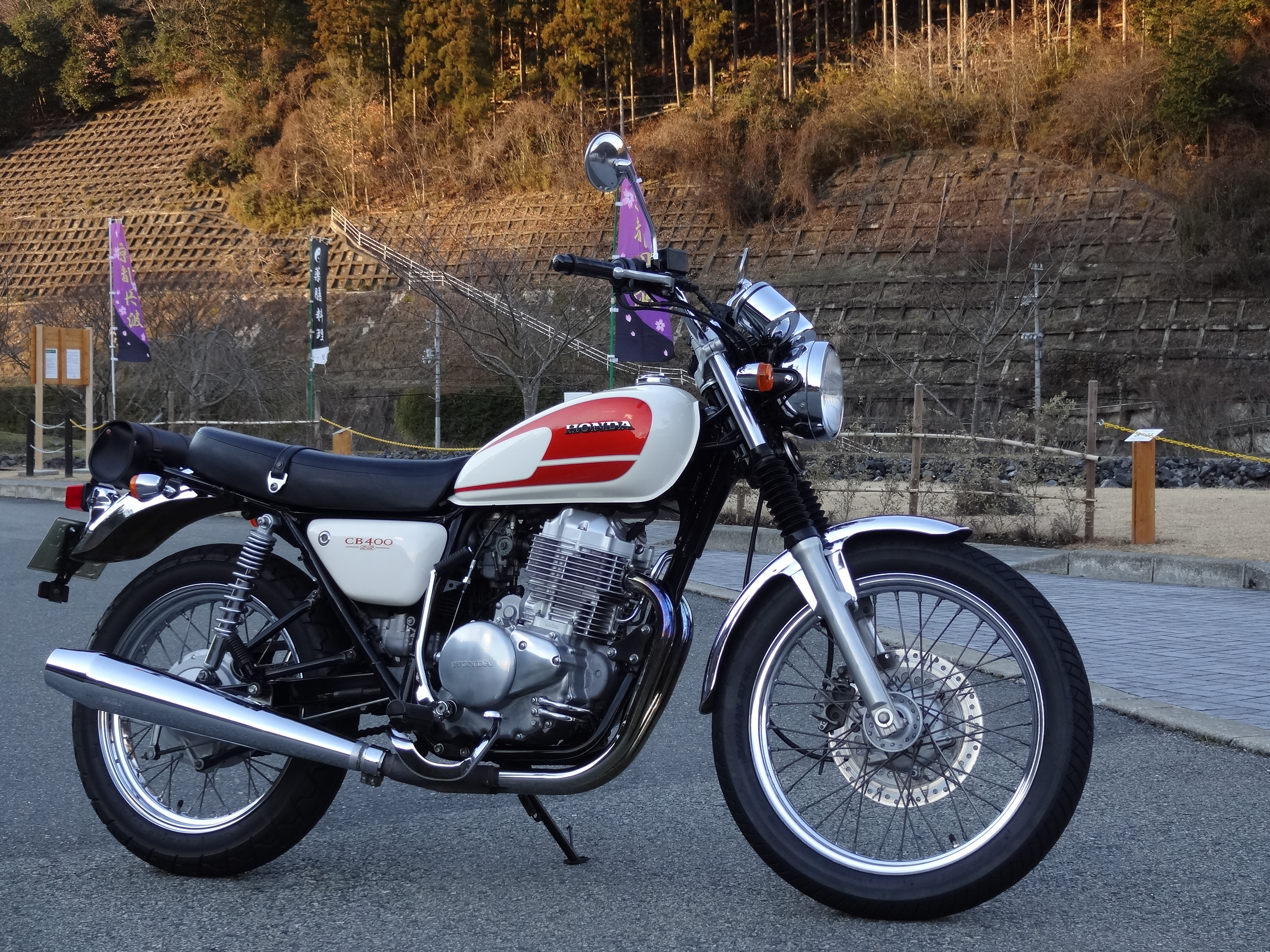
CB 400 SS (2004).

## CB bicylindres
Les premières Honda CB sont des bicylindres. Elles forment  le cœur de l'offre de la marque durant les années 1960 puis coexistent avec les CB quatre cylindres durant les années 1970. Les CB bicylindres disparaissent du catalogue Honda en 1982, pour réapparaître dix ans plus tard avec la CB 500. Au début des années 2020, Honda propose plusieurs CB bicylindres : CB 500 F, CB 500 R, CB 500 X ou encore CB 750 Hornet.
- CB 71 (1959)[3]
- CB 72 (1960-1966)[14] : 247 cm3/24 ch, BVM4, deux carburateurs[15] ; connue aux États-Unis comme Hawk
- CB 77 (1962-1967)[3] : 305 cm3/28,5 ch, BVM4, deux carburateurs[16] ; dénommée Super Hawk aux États-Unis et Super Sport en Europe
- CB 92 (1959-1965)[17] : 125 cm3/15 ch, BVM4[18]; puissance augmentée à 20 ch en version de course
- CB 125 K1 à K5 (1966-1974)[19]: 125 cm3/15 ch, BVM5[20]
- CB 125 T (1977-1988)[2]: 125 cm3/16 ch, BVM5[20]
- CB 160 (1961-1966)[2] : 161 cm3/16,5 ch, BVM4, deux carburateurs
- CB 175 (1967-1973)[2] : 174 cm3/20 ch, BVM4, deux carburateurs[21]
- CB 200 (1973-1976)[2] : 198 cm3/18 ch, BVM5, deux carburateurs[22]
- CB 250 K1 à K4 (1968-?)[23] : 249 cm3/30 ch, BVM5, deux carburateurs[24]
- CB 250 G (1974-?)[23] : 249 cm3/28 ch, BVM6, deux carburateurs
- CB 250 N Super Dream (1978-1986)[23] : 249 cm3/27 ch, BVM6, deux carburateurs[25]
- CB 250 T Dream (1977-1981)[23]: 249 cm3/27 ch, BVM5, deux carburateurs[26]
- CB 350 K1 à K4 (1968-1973)[23]: 326 cm3/36 ch, BVM5, deux carburateurs[27]
- CB 360 G (1974-?)[23] : 357 cm3/34 ch, BVM6, deux carburateurs[28]
- CB 400 A Hondamatic (1978-1981)[23]: version de CB 400 T avec boîte automatique à deux rapports[29]
- CB 400 N Super Dream (1978-1986)[23]: 395 cm3/43 ch, six soupapes, BVM6, deux carburateurs[30]
- CB 400 T (1977-1981)[23] : 395 cm3/40 ch, six soupapes, BVM5, deux carburateurs[31]
- CB 450 K0 à K5 (1965-1974)[32]: 445 cm3/43 ch, BVM4, deux carburateurs[33],[34]; parfois surnommée "Black Bomber"
- CB 500 (1993-1999) : 499 cm3/58 ch, BVM6, deux carburateurs[35]
- CB 500 T (1975-1978)[32]: 498 cm3/34 ch, BVM5, deux carburateurs[36]
- CB 750 Hornet (2023-) : 755 cm3/92 ch, BVM6, injection[37]

Honda CB bicylindres
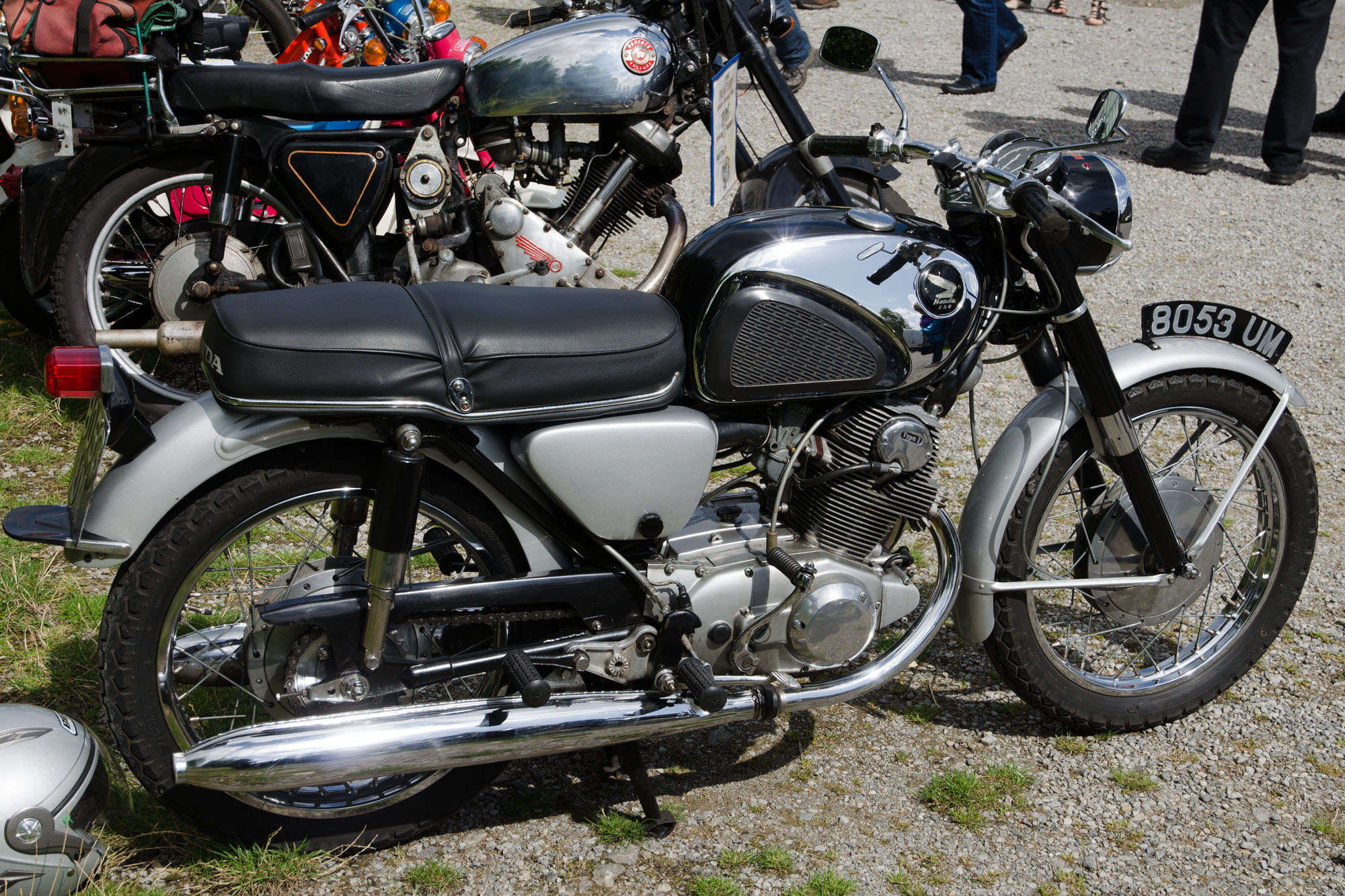
CB 72 Hawk (1961).
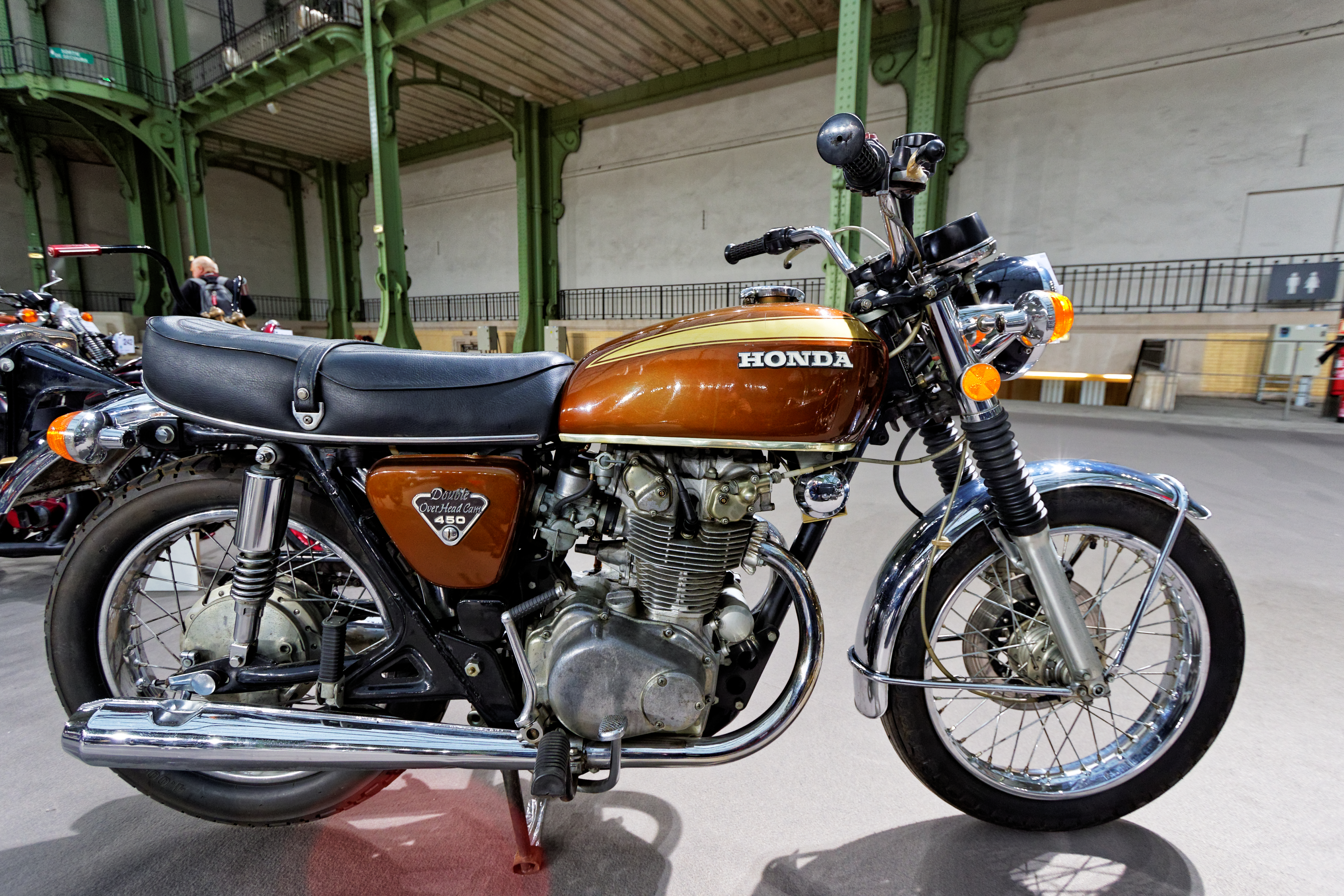
CB 450 (1966).
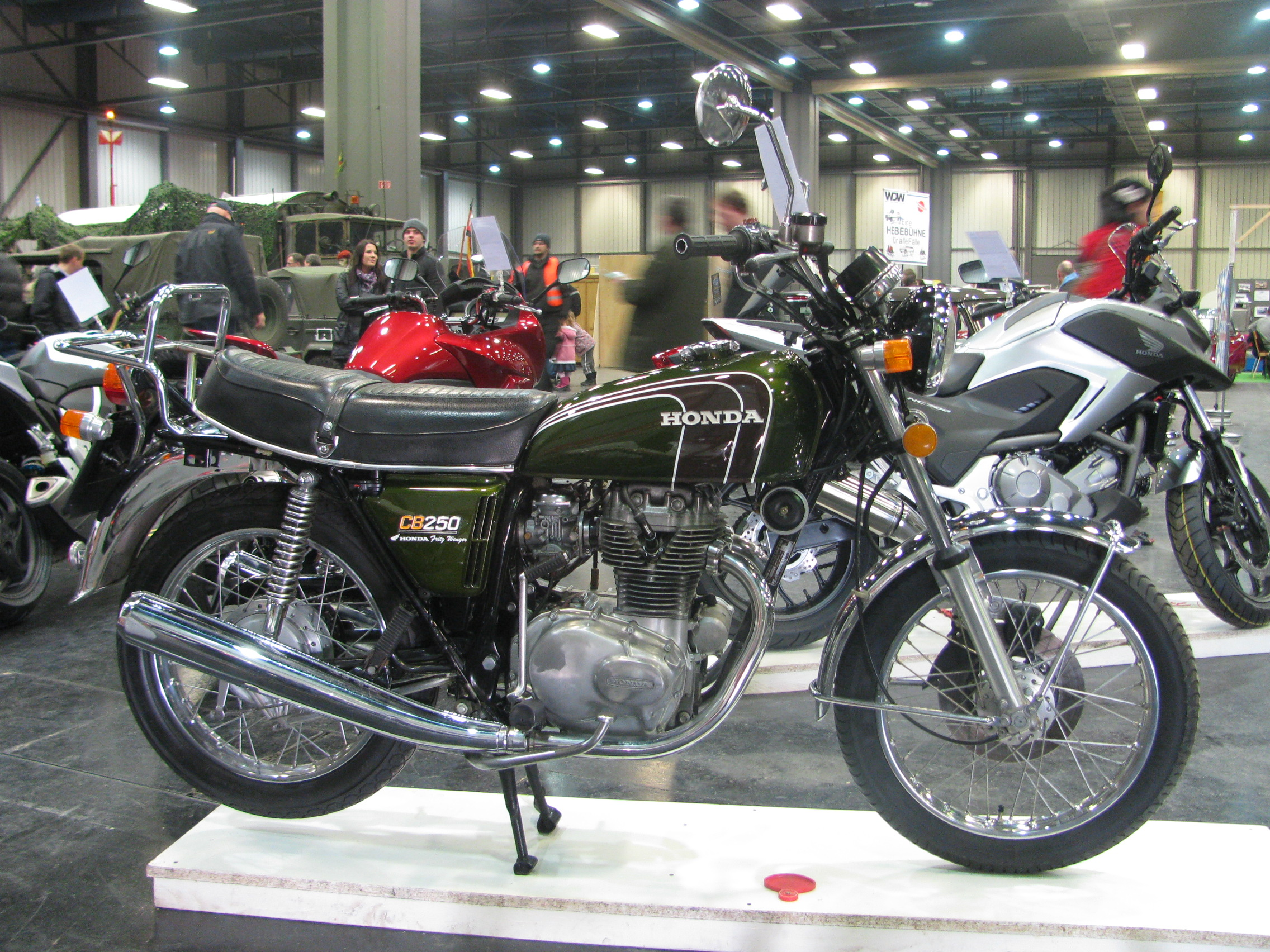
CB 250 G (1977).
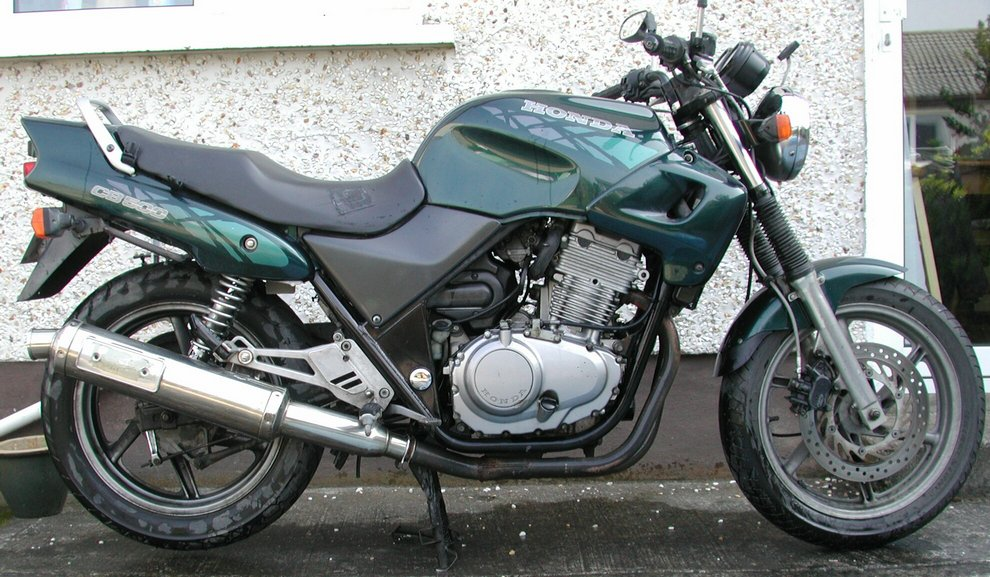
CB 500 (1993).
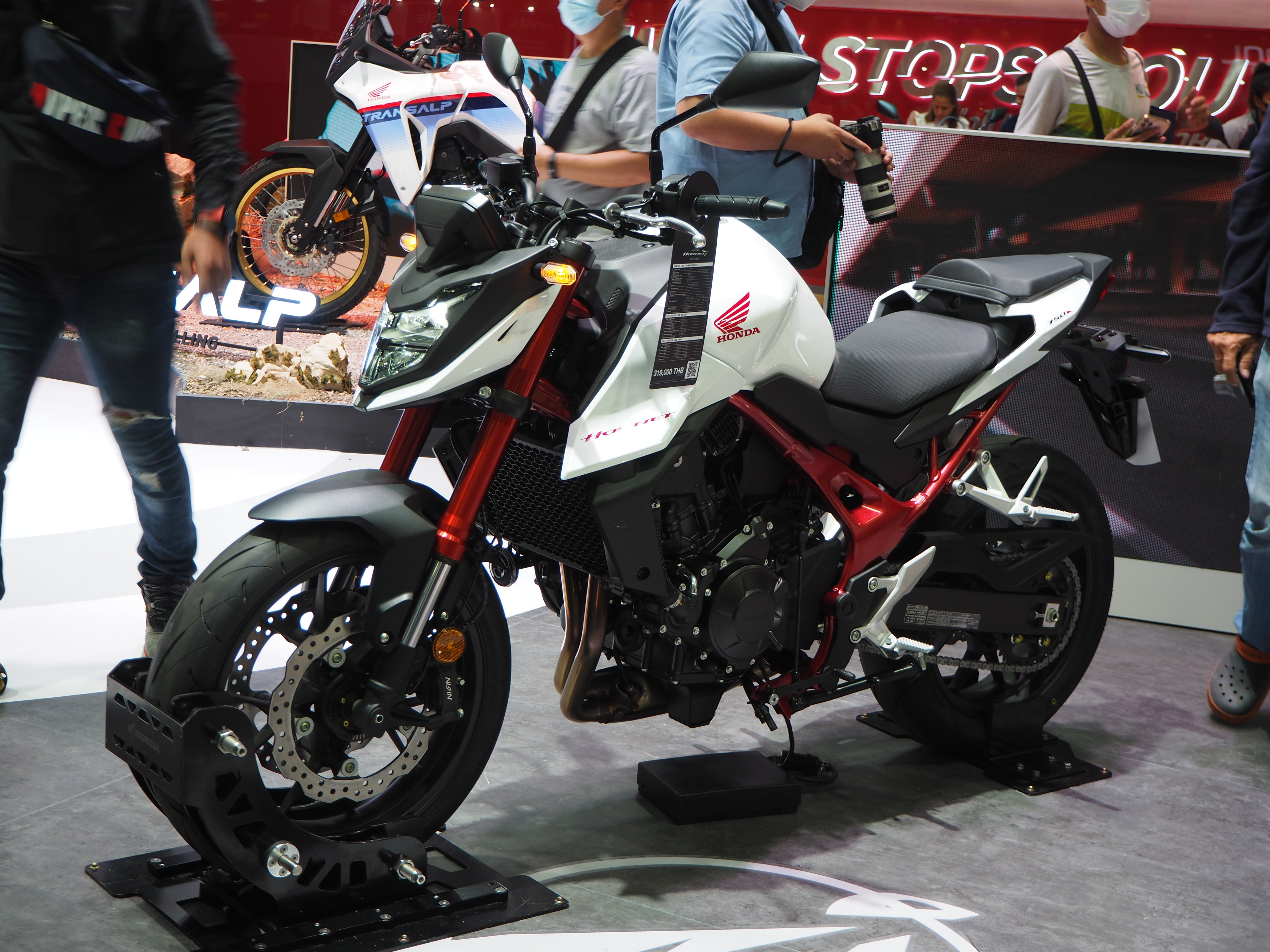
CB 750 Hornet (2023).

## CB à quatre cylindres
La première des CB à quatre cylindres est la CB 750 Four, apparue en 1969.  Avec son équipement complet, sa qualité de fabrication, ses performances et sa fiabilité, la CB 750 Four a eu un impact considérable sur le marché mondial et sur les concurrents de Honda. Certains historiens la considèrent comme la "moto du siècle" ou encore la première moto de l'ère moderne. Honda a continûment proposé des CB quatre cylindres depuis 1969, avec des cylindrées allant de 350 à 1 300 cm3.
- CB 350 F (1972-1974)[39] : 347 cm3/32 ch, BVM5, quatre carburateurs[40]
- CB 400 F (1974-1977) : 409 cm3/37 ch, BVM6, quatre carburateurs[41]
- CB 500 (1971-1975) : 498 cm3/50 ch, BVM5, quatre carburateurs[42]
- CB 500 F (2013-2015) : 471 cm3/48 ch, BVM6, injection[43]
- CB 550 F1[44], F2[45] et K 1, K2, K3 (1974-1979) : 544 cm3/50 ch, BVM5, quatre carburateurs
- CB 600 F Hornet (1998-2002) : 599 cm3/96 ch, BVM6, quatre carburateurs[46]
- CB 650 F (1979-?) : 626 cm3/63 ch, BVM5, quatre carburateurs
- CB 650 F (2014-2016) : 649 cm3/87 ch, BVM6, injection [47]
- CB 650 R (2019-) : 649 cm3/95 ch, BVM6, injection[48]
- CB 750 A Hondamatic (1975-1978) : 736 cm3/47 ch, BVA2[7], quatre carburateurs[49]
- CB 750 Four K0 à K8 et F1 à F4 (1969-1977) : 736 cm3/67 ch, BVM5, quatre carburateurs[50]
- CB 750 SC Nighthawk (1982-) : 749 cm3/70 ch, BVM5, quatre carburateurs[51]
- CB 750 Seven Fifty (1992-?) : 747 cm3/74 ch, BVM5, quatre carburateurs [52]
- CB 900 C (1980-1982) : 901 cm3/95 ch, BVM5, quatre carburateurs[53]
- CB 900 F Hornet (2005-) : 919 cm3/106 ch, BVM6, injection[54]
- CB 900 F Bol d'Or (1979-1980) : 901 cm3/95 ch, BVM5, quatre carburateurs[55]
- CB 1000 (1994-1997) : 998 cm3/98 ch, BVM6, quatre carburateurs[56], parfois appelée "Big One"
- CB 1000 R (2008-2017) : 998 cm3/125 ch, BVM6, injection[57]
- CB 1100 EX (2014-2019) : 1 140 cm3/89 ch, BVM6, injection[58]
- CB 1100 F Super Bol d'Or (1981-1983) : 1 062 cm3/110 ch, BVM5, quatre carburateurs[59]
- CB 1100 R (1981-1983) : 1 062 cm3/115 ch, BVM5, quatre carburateurs[60]
- CB 1100 SF X11 (1999-2002) : 1 137 cm3/136 ch, BVM5, injection[61], aussi appelée "X-eleven"
- CB 1300 Super Four (1998-2006) : 1 284 cm3/100 ch, BVM5, injection[62]

Honda CB à quatre cylindres
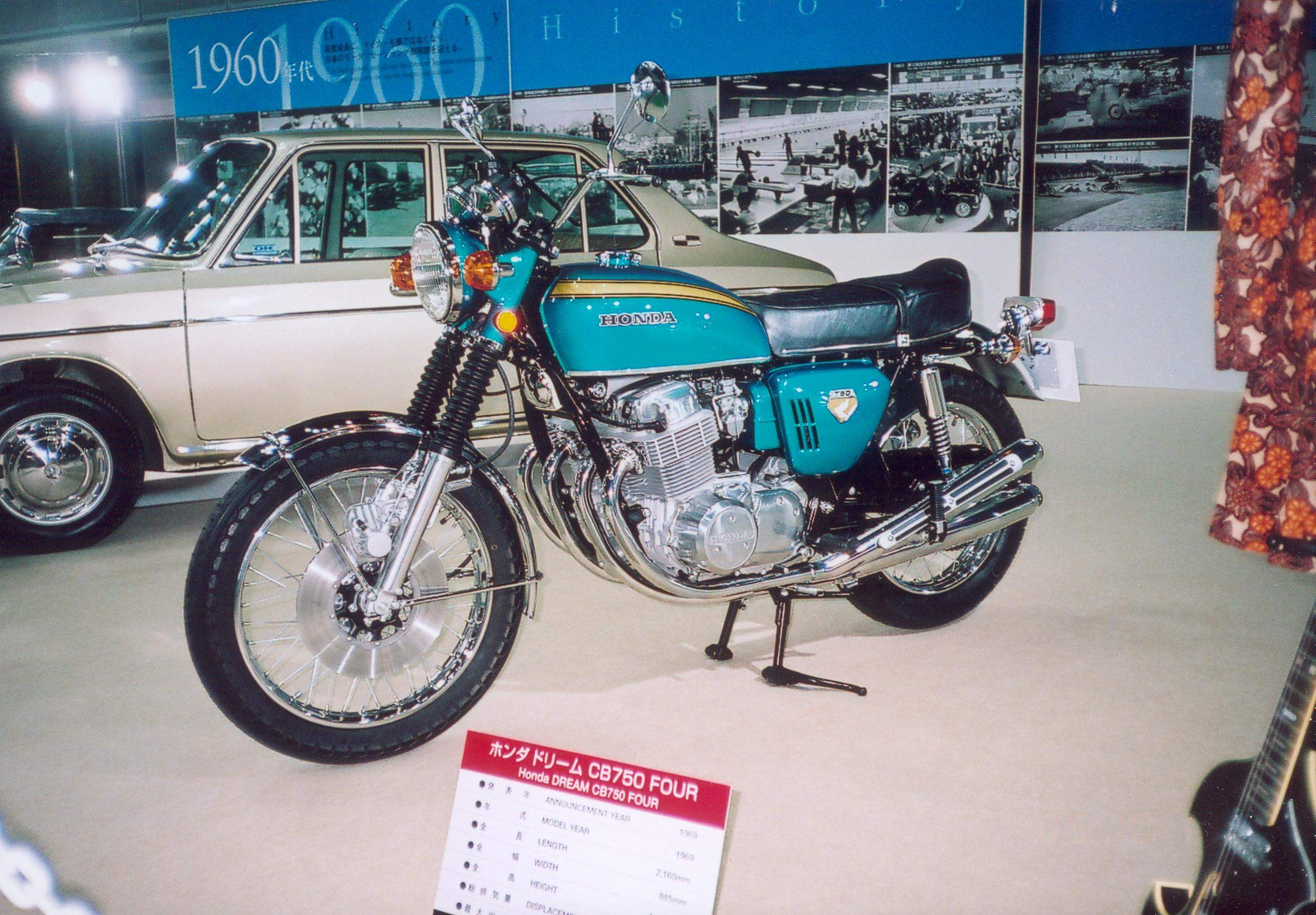
CB 750 Four K0 (1969).
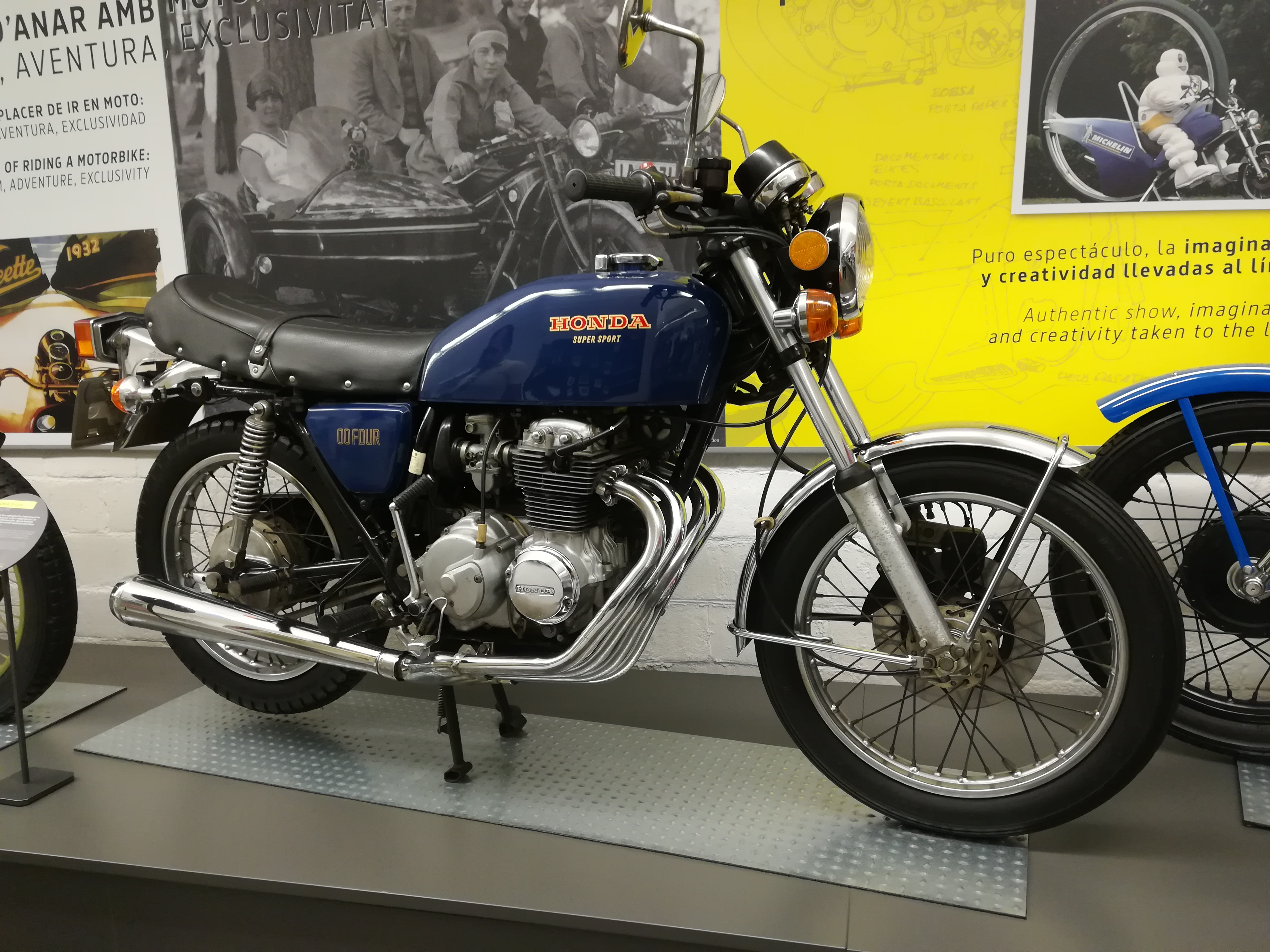
CB 400 F (1971).
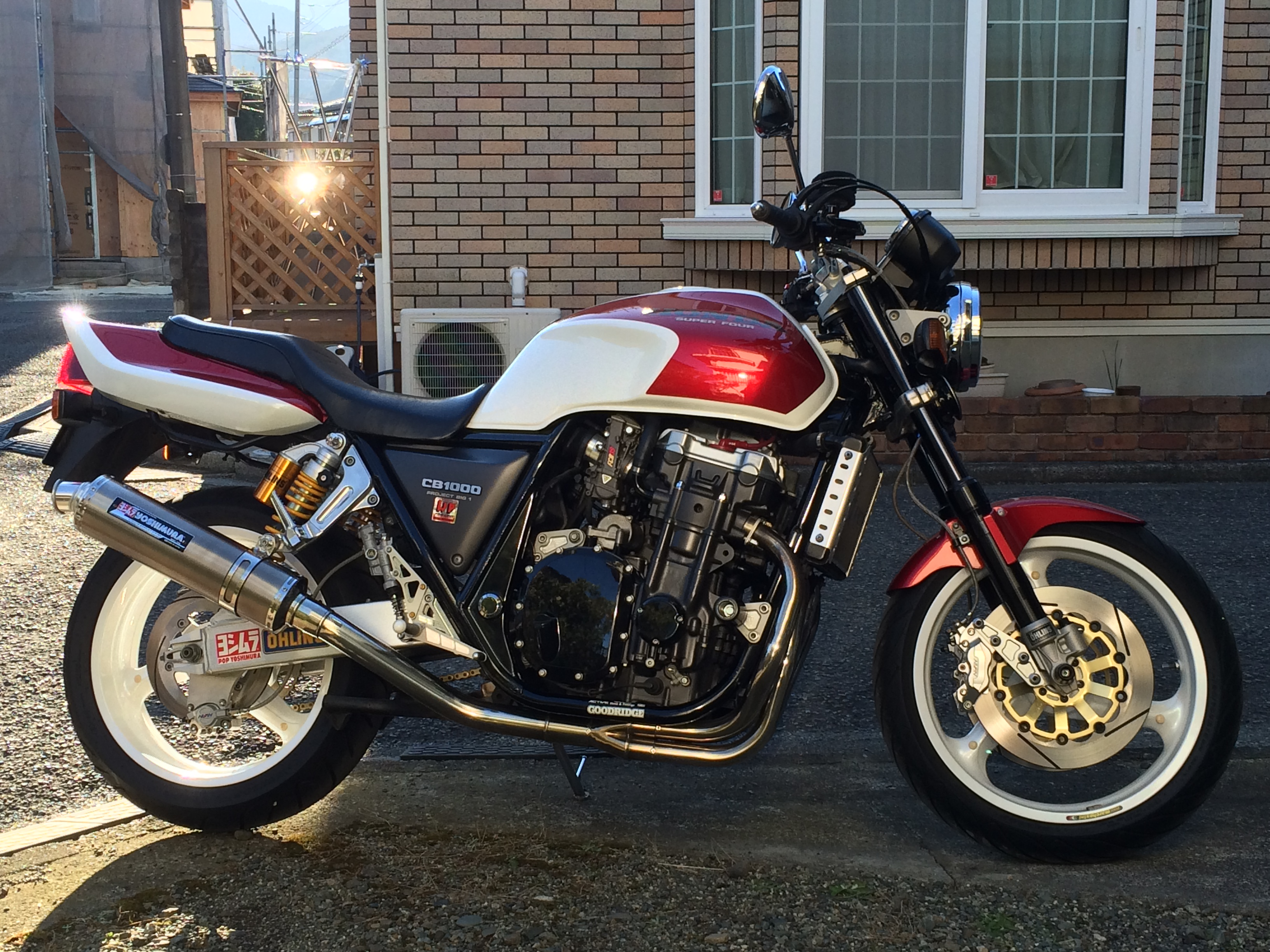
CB 1000 (1994).
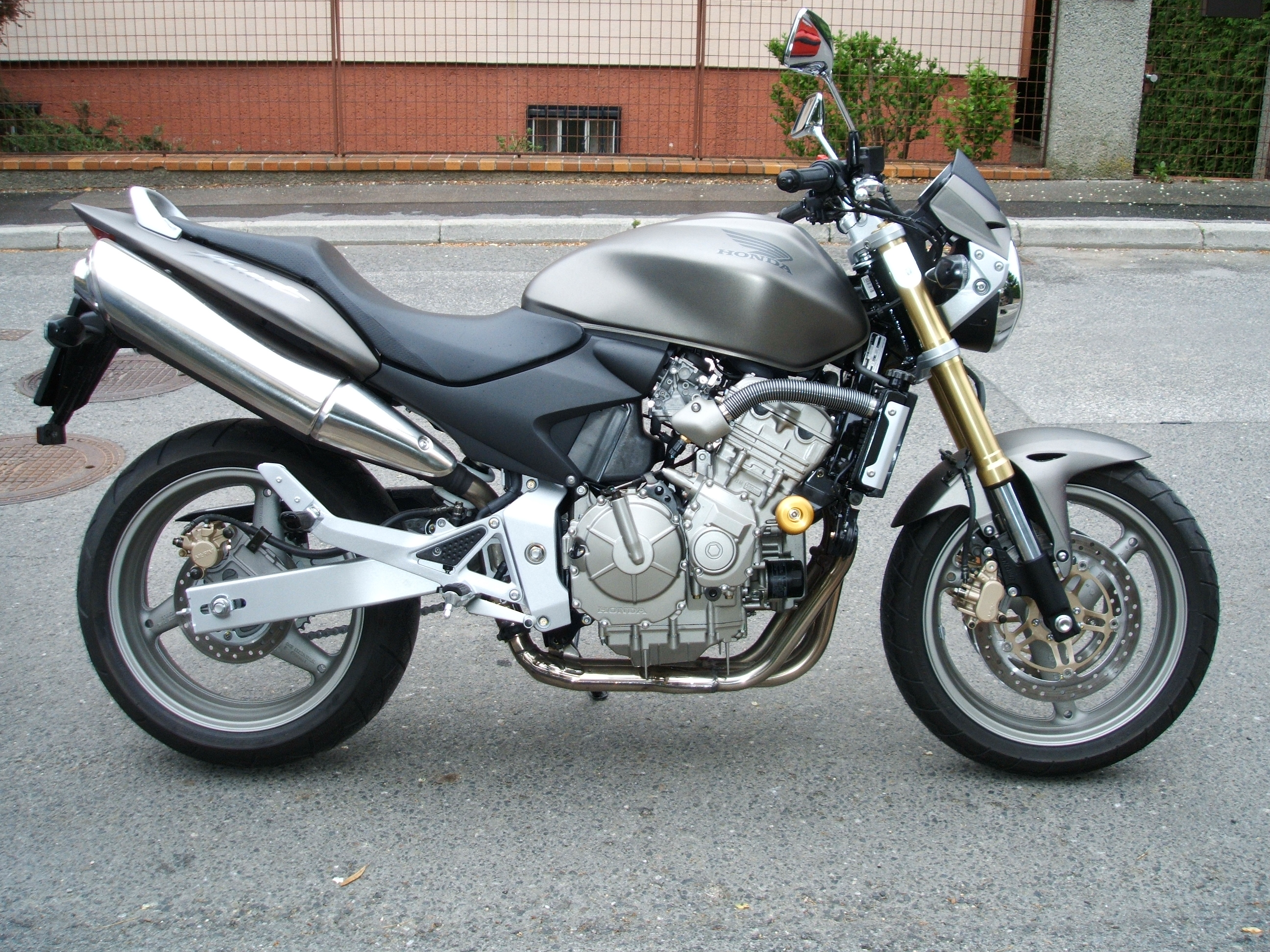
CB 600 F Hornet (2005).
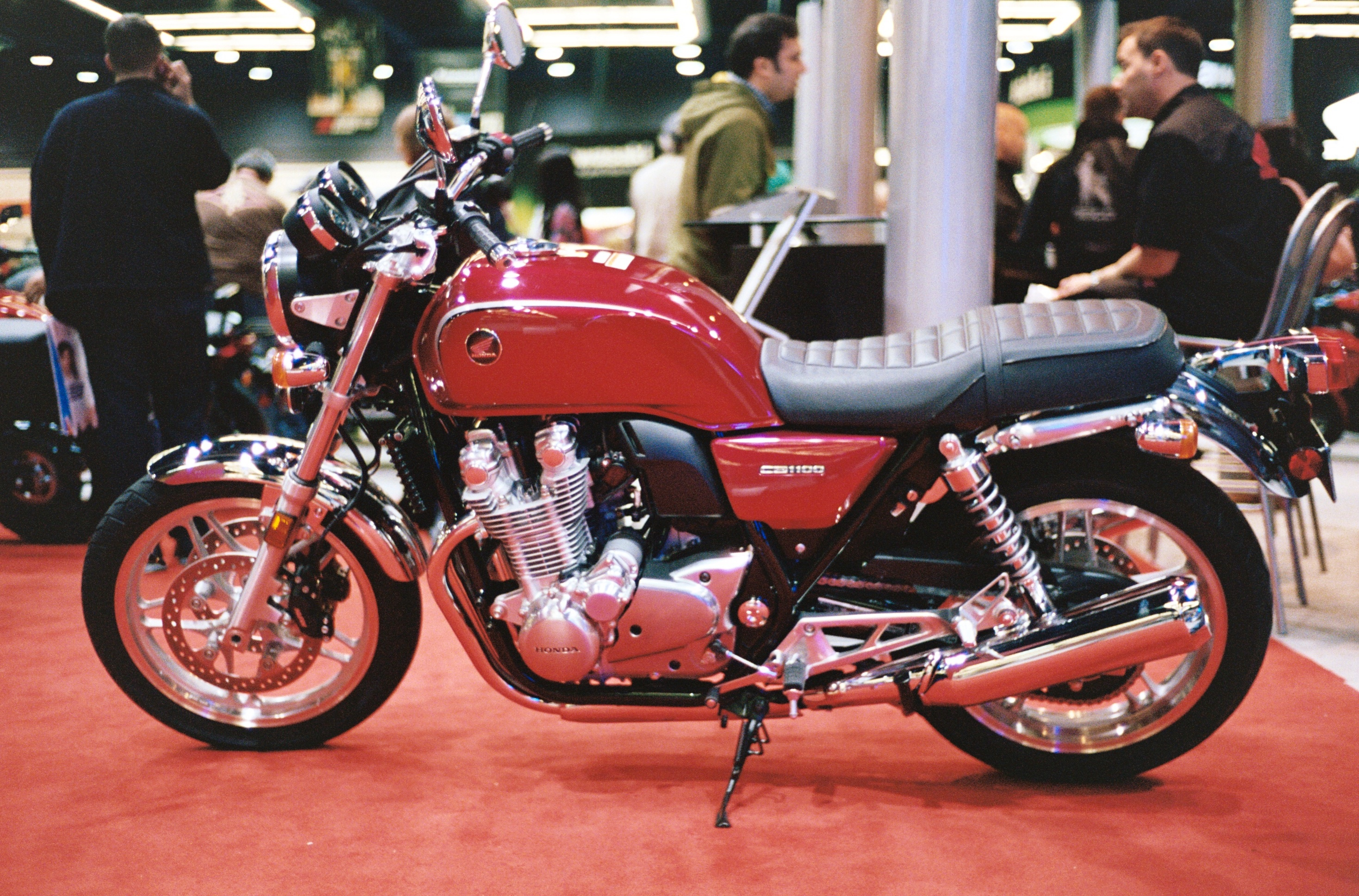
CB 1100 (2014).

## Modèles comparables
- Mash Five Hundred (Honda CB 400 SS), design néo-rétro[63]